# Tour de télévision de Stuttgart

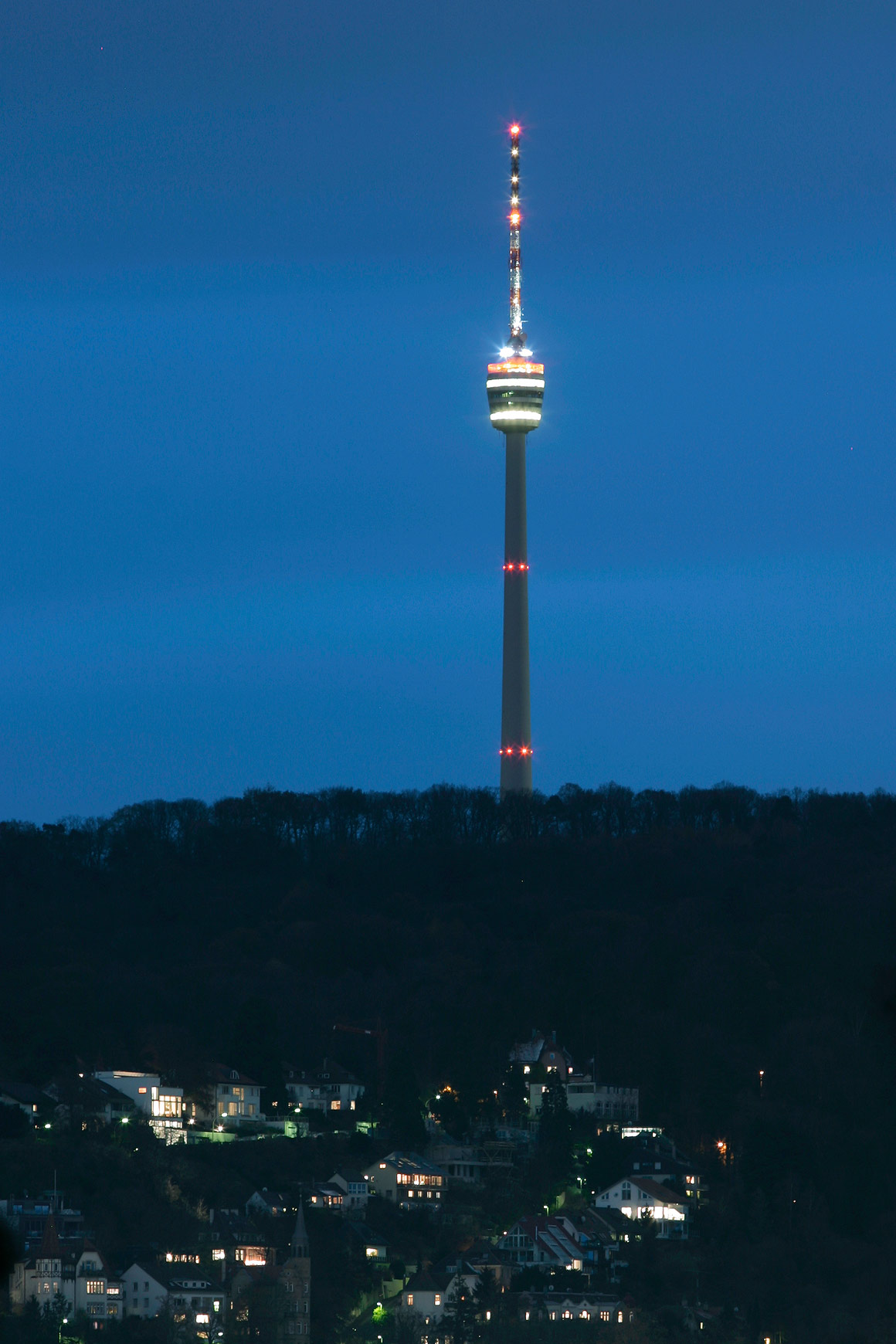
La tour vue de nuit.

La tour de télévision de Stuttgart (en allemand : Stuttgarter Fernsehturm) est une tour de transmission située à Stuttgart, dans le Bade-Wurtemberg en Allemagne. Elle a été la première tour de télévision de ce type dans le monde. 

## Histoire
Un pylône d'acier, alors habituel, était prévu à l'origine. Mais le constructeur de ponts et de tours Fritz Leonhardt conçut avec Erwin Heinle une aiguille de béton dont le sommet élargi devait être utilisé aussi pour le tourisme (point de vue...). 
Ainsi, la tour de télévision de Stuttgart est devenue le modèle de nombreuses constructions dans le monde. 
Elle est bâtie sur des fondations de seulement huit mètres qui, en raison d'un sol assez instable et du poids élevé, ont trois fois le diamètre du pylône, ce qui permet à la tour d'amortir des forces éoliennes élevées. 
Elle se trouve sur la colline Bopser dans le quartier Degerloch sur la rive nord de la vallée de Stuttgart. Après 20 mois de travaux, elle fut mise en service le 5 février 1956 par la radiodiffusion de l'Allemagne du Sud (aujourd'hui : radiodiffusion du Sud-Ouest - SWR). 
Le SWR diffuse de là ses programmes radios ainsi que la première chaîne ARD. 
Insérée dans un cercle, l'image de la tour constituait le logo de la compagnie jusqu'à la fusion dans la SWR.
Bien que violemment contestée lors de sa construction, elle devint vite le symbole de Stuttgart. Après cinq ans, les coûts de construction étaient amortis par les droits d'entrée.
L'édifice dispose d'une superbe vue depuis ses deux plates-formes panoramiques sur la capitale du Land, les vignobles de la vallée du Neckar, la périphérie de Stuttgart jusqu'au Jura souabe et à la Forêt-Noire.
La tour est équipée de 3 phares rotatifs de 1 600 W en plus des balises rouges habituelles. Ceux-ci sont allumés de nuit et par mauvais temps et portent à 50 km.

## Informations techniques

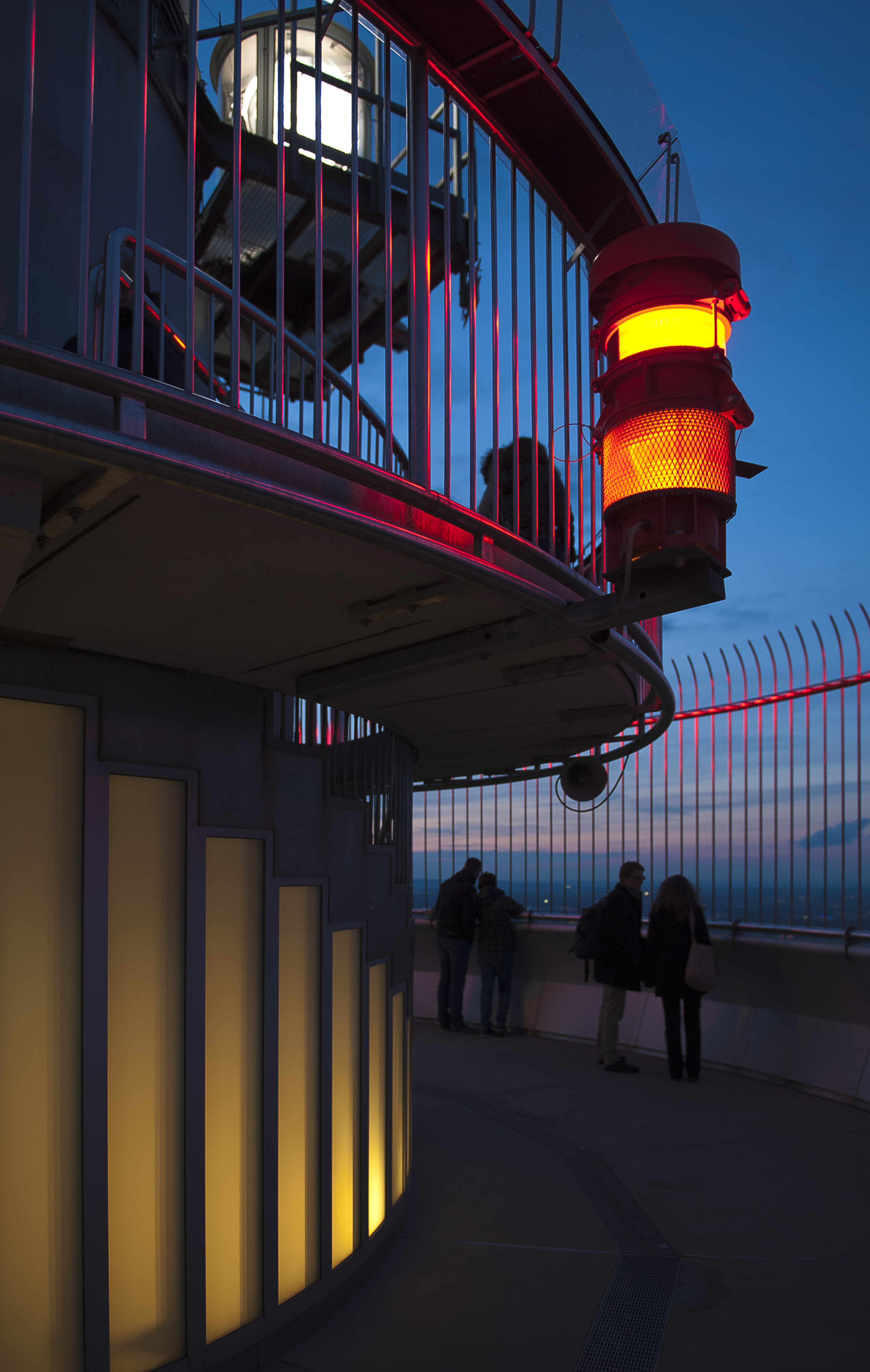
Plateforme panoramique de la tour de télévision de Stuttgart.

- Pied de la tour 483 m au-dessus du niveau de la mer.
- Hauteur totale jusqu'au sommet : 216,8 mètres.
- Hauteur de la plate-forme supérieure : 153,5 mètres.
- Hauteur de la plate-forme inférieure : 150 mètres.
- Diamètre des fondations : 27 mètres.
- Poids total de la tour : environ 3 000 tonnes.
- Poids des fondations : environ 1 500 tonnes.
- Vitesse des ascenseurs : 5 mètres par seconde.
- Diamètre maximal des plates-formes : 15 mètres.
- Desservie par les transports en commun : métro lignes U7, U8, U15 et autobus 70.
- Horaires d'ouverture :
  - Lundi au jeudi : 10h - 23h
  - Vendredi au dimanche : 9h - 23h

## Histoire
- 10 janvier 1954 : pose de la première pierre.
- 5 février 1956 : inauguration.
- Octobre 1965 à décembre 1965 : surélévation de l'antenne de 5,8 mètres, de sorte que la tour mesure aujourd'hui 216,8 mètres de haut.
- Mars 2013 à janvier 2016[1]: fermeture pour rénovation de la tour pour cause de non-respect des normes incendies[2].

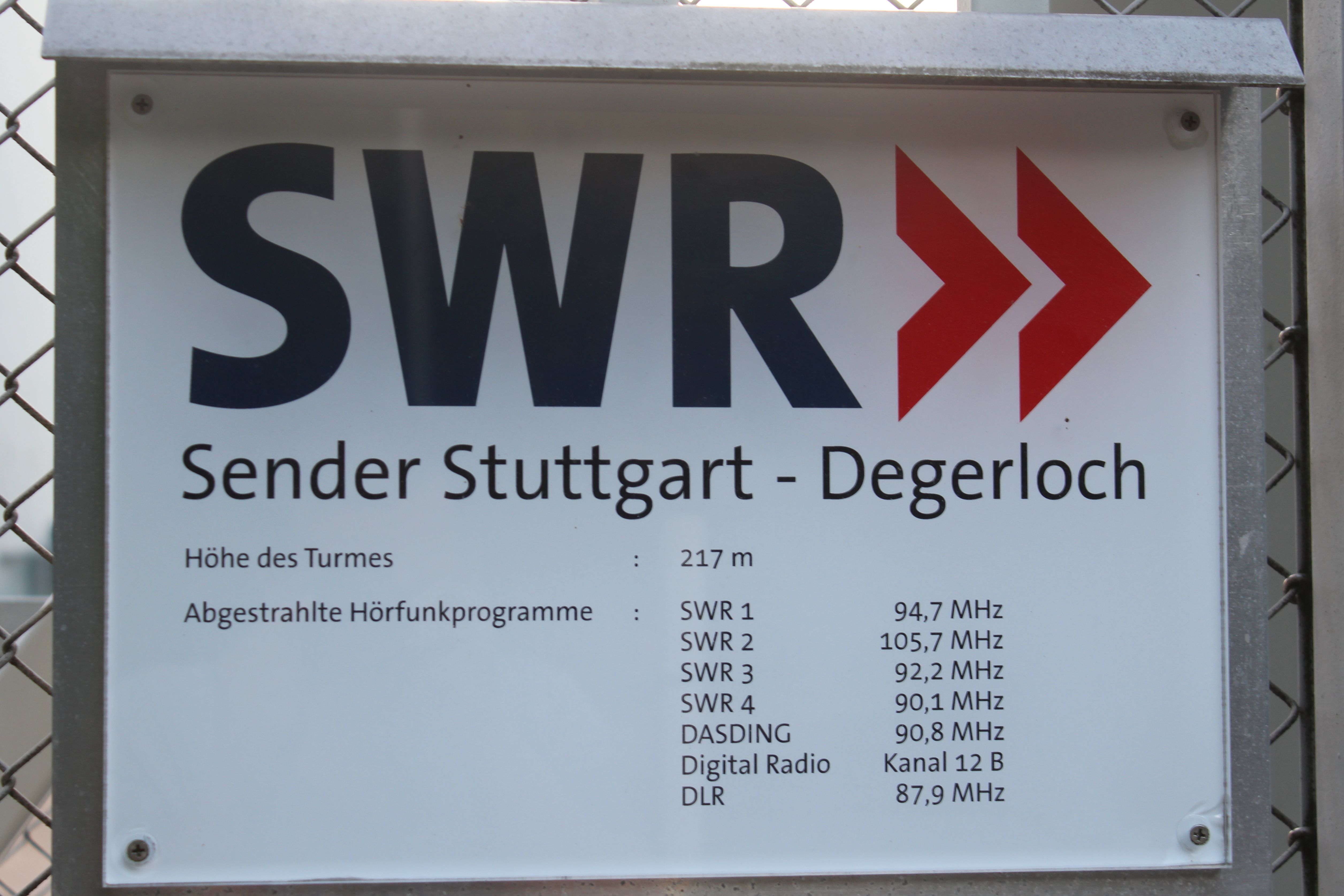
Fréquences des programmes transmis par la tour.